# Gertrude Howard
Pour les articles homonymes, voir Howard.

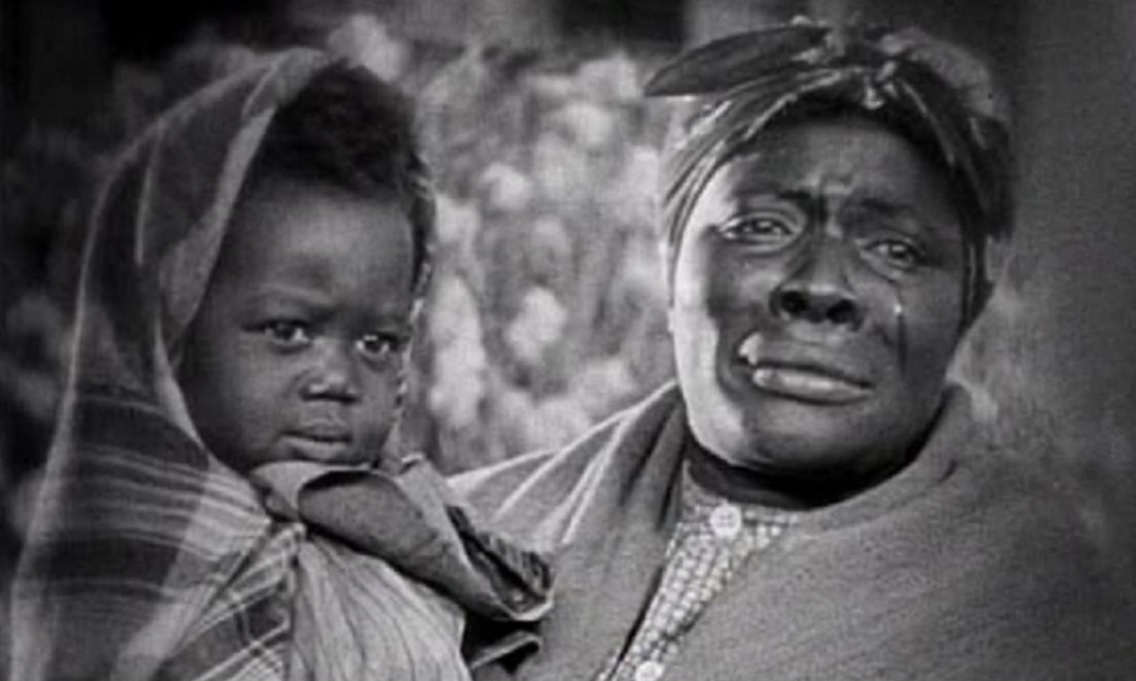
Dans La Case de l'oncle Tom (1927)

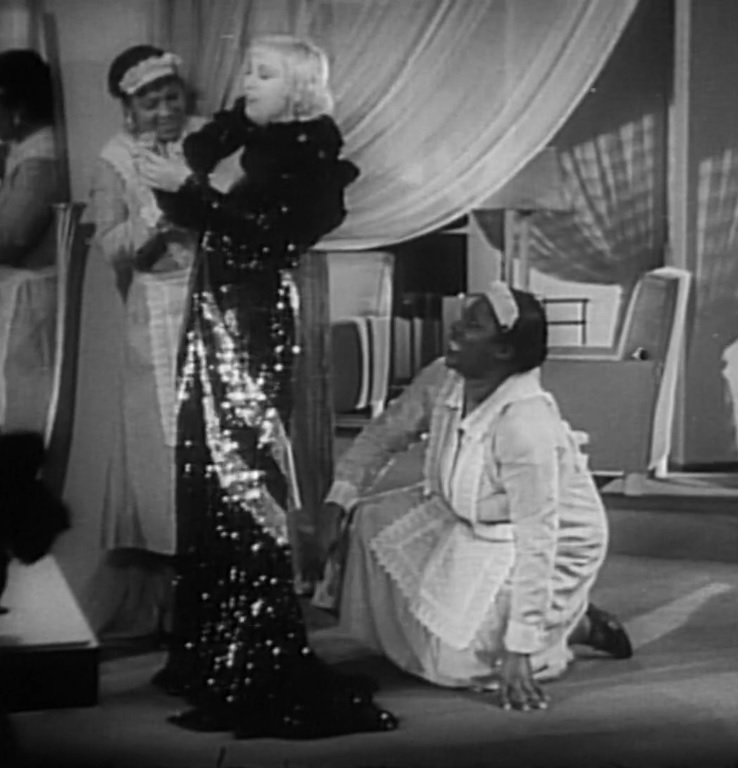
Je ne suis pas un ange (1933), avec Hattie McDaniel, Mae West et Gertrude Howard (de g. à d.)

Gertrude Howard, née le 13 octobre 1892 à Hot Springs (Arkansas) et morte le 30 septembre 1934 à Los Angeles (Californie), est une actrice américaine.

## Biographie
Gertrude Howard débute au théâtre dans le répertoire du vaudeville et joue une fois à Broadway (New York) en 1911, comme choriste, dans la comédie musicaleThe Wife Hunters, sur une musique d’Anatol Friedland et Malvin M. Franklin.
Au cinéma, elle contribue à vingt-six films américains, depuis The Circus Cyclone d'Albert S. Rogell (1925, avec Art Acord et Cesare Gravina) jusqu'à George White's 1935 Scandals de George White et autres (avec Alice Faye et James Dunn), sorti à titre posthume en 1935, l’actrice décédant prématurément en 1934, à 41 ans.
Mentionnons également La Case de l'oncle Tom (1927, avec Margarita Fischer et James B. Lowe) et Show Boat (1929, avec Laura La Plante et Joseph Schildkraut), tous deux réalisés par Harry A. Pollard, Conspiracy de Christy Cabanne (1930, avec Bessie Love et Ned Sparks), ainsi que Je ne suis pas un ange de Wesley Ruggles (1933, avec Mae West et Cary Grant).

## Théâtre à Broadway (intégrale)
- 1911 : The Wife Hunters, comédie musicale, musique d'Anatol Friedland et Malvin M. Franklin, lyrics de David Kempner, livret d'Edgar Allan Wolf : une choriste

## Filmographie complète

### Période du muet
- 1925 : The Circus Cyclone d'Albert S. Rogell : Mme Jackson
- 1927 : Le Fils de Kid Roberts (On Your Toes) de Fred C. Newmeyer : Mammy
- 1927 : Easy Pickings de George Archainbaud : Mandy
- 1927 : La Case de l'oncle Tom (Uncle Tom's Cabin) de Harry A. Pollard : Tante Chloé
- 1927 : South Sea Love (en) de Ralph Ince : Moana

### Période du parlant
- 1929 : His Captive Woman de George Fitzmaurice : Lavoris Smythe
- 1929 : Hearts in Dixie de Paul Sloane : Emmy
- 1929 : Moan & Groan, Inc. (en) de Robert F. McGowan (court métrage) : la mère de Farina
- 1929 : Show Boat de Harry A. Pollard : Queenie
- 1929 : Synthetic Sin de William A. Seiter : Cassie
- 1930 : Quand le vent souffle (en) (When the Wind Blows) de James W. Horne (court métrage) : la mère de Farina
- 1930 : Conspiracy de Christy Cabanne : Martha
- 1930 : Guilty? (en) de George B. Seitz : Lucy
- 1931 : Pur-sang (Sporting Blood) de Charles Brabin : Tante Glory
- 1931 : Father's Son (en) de William Beaudine : Dinah
- 1931 : The Prodigal de Harry A. Pollard : Naomi
- 1931 : Penrod and Sam (en) de William Beaudine : Delia
- 1931 : Consolation Marriage de Paul Sloane : Kate
- 1931 : Secret Service (en) de J. Walter Ruben : Martha Polk
- 1932 : The Wet Parade de Victor Fleming : Angelina
- 1932 : Strangers in Love de Lothar Mendes : Snowball
- 1933 : Je ne suis pas un ange (I'm No Angel) de Wesley Ruggles : Beulah Thorndike
- 1933 : The Fighting Code (en) de Lambert Hillyer : Martha
- 1934 : Carolina (titre original) d'Henry King : une servante
- 1934 : Mon gosse (Peck's Bad Boy) d'Edward F. Cline : Martha
- 1935 : George White's 1935 Scandals de George White et autres : une servante